# SuperMUC Phase 2
SuperMUC Phase 2 — суперкомп'ютер, власником якого є Leibniz Supercomputing Centre (LRZ) of the Bavarian Academy of Sciences. Він розміщений в LRZ's дата-центрі в Гархінг-бай-Мюнхен.

## Історія

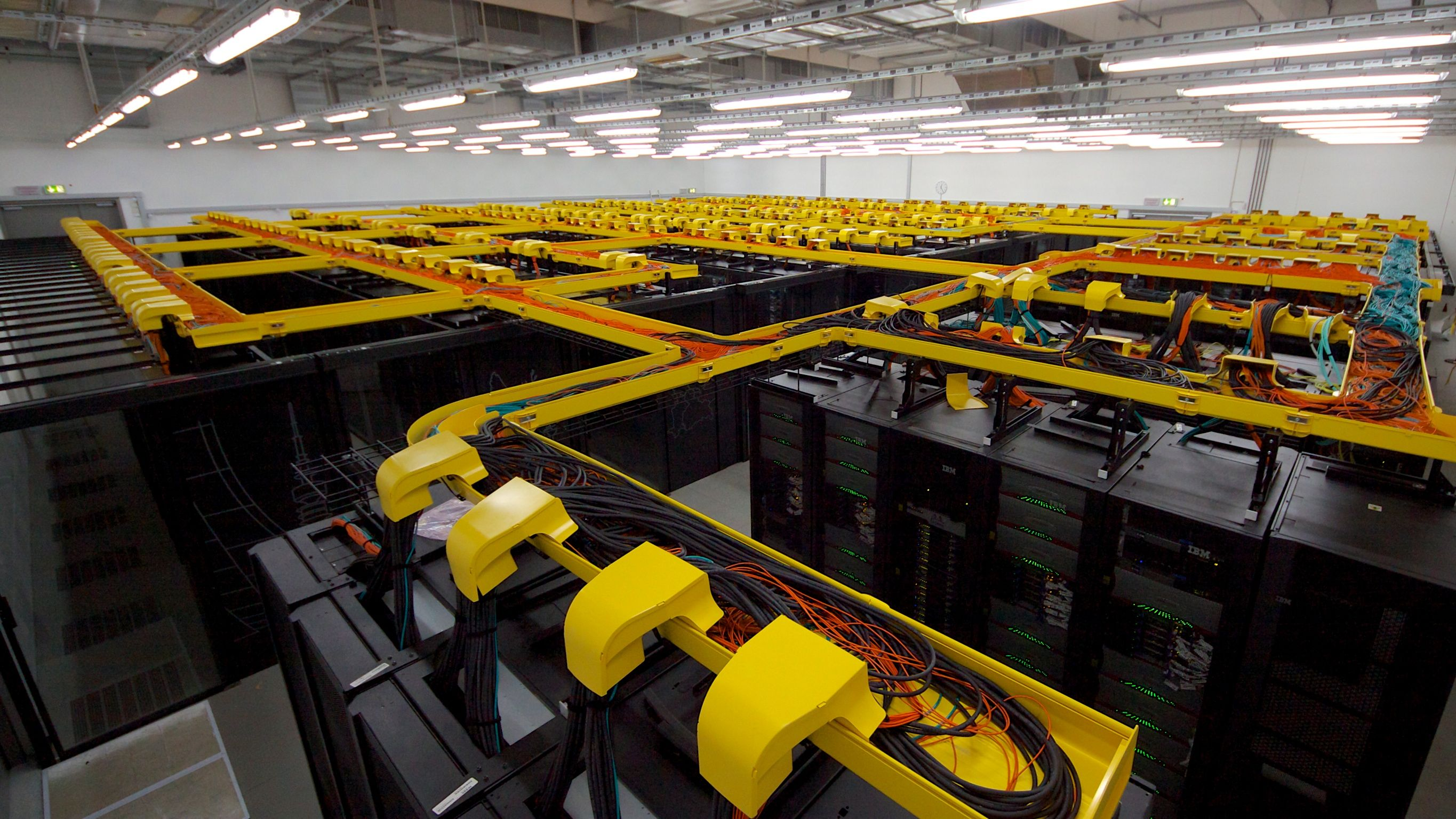
SuperMUC at LRZ

Навесні 2015 року Суперкомп'ютерний центр Лейбніца (Leibniz-Rechenzentrum, LRZ) встановив нову Peta-Scale System SuperMUC Phase2. Було вибрано групу користувачів, які були запрошені на 28-денну екстремальну операцію масштабування, під час якої їм дозволялось повністю використовувати систему для своїх програм. Наступні проекти брали участь у екстремальному масштабному семінарі: BQCD (квантова фізика), SeisSol (геофізика, сейсміка), GPI-2 / GASPI (Toolkit для HPC), Hydro (Астрофізика) семи ліг, ILBDC (Lattice Boltzmann CFD), «Iphigenie» (молекулярна динаміка), FLASH (астрофізика), GADGET (космологічна динаміка), PSC (фізика плазми), waLBerla (Lattice Boltzmann CFD), Musubi (Lattice Boltzmann CFD), Vertex3D (Stellar Astrophysics), CIAO (Combustion CFD) і LS1-Mardyn (матеріалознавство). Проектам було дозволено використовувати машину виключно протягом 28 днів, що відповідає загальним обсягам 63,4 млн ядерних годин, з яких 43,8 млн ядерних годин було використано додатками, в результаті чого було використано 69 % можливостей суперкомп'ютера. Перші 3 користувачі використовували 15,2, 6,4 та 4,7 мільйона ядерних годин відповідно.

## Доступ до вузлів SuperMUC Phase 2
Вхідні SuperMUC Phase 2 базуються на розподілі операційної системи SUSE Linux Enterprise Server 11.3 (SLES11.3)]. Встановлене програмне забезпечення включає в себе широкий вибір пакетів та бібліотек, які дозволяють скомпілювати програми.
SuperMUC Phase 2 має окремий вузол входу, і доступ до нього можна отримати лише за допомогою захищеної оболонки (SSH). Щоб отримати доступ, необхідно виконати наступну команду з терміналу UNIX:
```
ssh
-
y
 
xxyyzz
@
hw
.
supermuc
.
lrz
.
de
.

```

## Середовище SuperMUC Phase 2
Середовище SuperMUC Phase 2 дозволяє користувач писати і компілювати власні програмні коди. Перш ніж скласти свій код або запустити виконуваний файл, необхідно відобразити та перевірти завантажені модульні файли за допомогою команди:
```
module
 
list

```

В середовищі SuperMUC Phase 2 є багато інших корисних команд для роботи з модулями, всі вони описані в системному модулі середовища LRZ.

## Використання MPI
Всі паралельні компілятори SuperMUC Phase 2 отримують доступ через обгортки LRZ: mpicc, mpiCC або mpif90, де mpicc запускає компілятор C та пов'язує наявно завантажені бібліотеки MPI, а також для mpiCC (компілятора C++ та mpif90 (компілятора Fortran.
Компілятор Intel
Для досягнення максимальної продуктивності з процесорів Haswell для програм, написаних на C, C ++ або Fortran, використовуйте такі специфічні прапори оптимізації:
```
icc
 
-
O3
 
-
xCORE
-
AVX2
 
program
.
c
 

 
icpc
 
-
c
 
program
.
cpp
 
-
xHost
 
-
O3
 
-
xCORE
-
AVX2
 

 
ifort
 
program
.
f90
  
-
O3
 
-
xCORE
-
AVX2

```

Gnu компілятор
Офіційно додано прапор avx2 з GCC4.8, а на експериментальному 4.7: -march = core-avx2. Для підтримки асемблера та відладчика потрібен binutil 2,22, Приклад:
```
module
 
unload
 
fortran
/
intel
 
ccomp
/
intel
 

 
module
 
load
 
gcc
/
4.8
 

gcc
 
-
c
 
program
.
c
 
-
march
=
core
-
avx2

```

Спільна пам'ять (OpenMP)
Спільна пам'ять (OpenMP) дає змогу здійснювати зв'язок між внутрішніми вузлами та забезпечує ефективне використання систем SMP із загальною пам'яттю. Кожен обчислювальний вузол SuperMUC Phase 2 містить 2 процесори Haswell, кожен з яких має 14 ядер на сокеті (28 ядер на вузол) з Hyper-Threading до 56 ядер на вузол.
Щоб скомпілювати код OpenMP, необхідно використати такі прапори:
```
-
openmp
 
з
 
компілятором
 
Intel

-
fopenmp
 
з
 
використанням
 
gnu
 
compiler

```

Гібридний код (MPI + OpenMP) полегшує програмування з використанням спільної пам'яті (OpenMP) у межах SMP-вузлів та зв'язку MPI між вузлами.
Переробка коду в гібридний, незалежно від того, чи спочатку він використовує зв'язок OpenMP або MPI, є ідеальною ситуацією для SuperMUC Phase 2, хоча це не завжди можливо або бажано.